# Nicolas de Pigage
Nicolas de Pigage, född 3 augusti 1723 i Lunéville, död 30 juli 1796 i Schwetzingen, var en fransk hovarkitekt.
de Pigage ledde, bland annat, byggandet av delar av slottet i Mannheim.